# Football Club Sochaux-Montbéliard 2014-2015
Questa voce raccoglie le informazioni riguardanti il Football Club Sochaux-Montbéliard nelle competizioni ufficiali della stagione 2014-2015.

## Rosa
| N. |                           | Ruolo | Calciatore          |
| -- | ------------------------- | ----- | ------------------- |
| 2  | Brasile (bandiera)        | D     | Bruno Collaço       |
| 4  | Camerun (bandiera)        | D     | Adolphe Teikeu      |
| 5  | Brasile (bandiera)        | D     | Mathéus Vivian      |
| 7  | Francia (bandiera)        | C     | Florin Bérenguer    |
| 8  | Senegal (bandiera)        | C     | Joseph Romeric Lopy |
| 9  | Francia (bandiera)        | A     | Édouard Butin       |
| 10 | Francia (bandiera)        | C     | Thomas Guerbert     |
| 11 | Francia (bandiera)        | A     | Raphaël Cacérès     |
| 12 | Francia (bandiera)        | D     | Jean-Pascal Mignot  |
| 16 | Costa d'Avorio (bandiera) | P     | Hillel Konaté       |

| N. |                    | Ruolo | Calciatore          |
| -- | ------------------ | ----- | ------------------- |
| 17 | Francia (bandiera) | C     | Romain Habran       |
| 19 | Francia (bandiera) | A     | Karl Toko Ekambi    |
| 20 | Francia (bandiera) | A     | Lamarana Diallo     |
| 21 | Francia (bandiera) | C     | Marco Ilaimaharitra |
| 22 | Francia (bandiera) | C     | Florian Tardieu     |
| 23 | Francia (bandiera) | C     | Moussa Sao          |
| 25 | Francia (bandiera) | D     | Julien Faussurier   |
| 27 | Francia (bandiera) | D     | Pierre Gibaud       |
| 30 | Senegal (bandiera) | P     | Papa Demba Camara   |
|    | Francia (bandiera) | A     | Marcus Thuram       |

### Staff tecnico
| Allenatore:            | Éric Hély |
| Allenatore in seconda: | Omar Daf  |